# Paulinho Santos
João Paulo Maio dos Santos (Vila do Conde, 21 november 1970) – alias Paulinho Santos – is een Portugees voormalig voetballer die speelde als verdedigende middenvelder. Hij speelde 30 interlands in het Portugees voetbalelftal, waarin hij twee keer scoorde.

## Clubcarrière
Paulinho Santos speelde bijna zijn gehele profcarrière voor FC Porto, van 1992 tot 2003, met uitzondering van drie seizoenen bij zijn jeugdclub Rio Ave FC. Bij Porto werd de controlerende middenvelder een decorstuk. Paulinho Santos werd uiteindelijk acht maal Portugees landskampioen, daarvan zeven landstitels in de jaren negentig en de laatste in zijn afscheidsseizoen 2002/03. Daarnaast won Paulinho Santos tot vijf keer toe de Portugese voetbalbeker met FC Porto. Hij eindigde in stijl, met winst van de UEFA Cup 2002/03 na een spannende finale tegen het Schotse Celtic Glasgow (de 2–3 van de Braziliaanse aanvaller Derlei viel pas in minuut 115).

## Interlandcarrière
Paulinho Santos maakte in 1996 deel uit van de Portugese selectie op EURO 1996 in Engeland, waar de kwartfinales bereikt werden. De groepsfase (groep D) werd als winnaar afgesloten (zeven punten). Tsjechië schakelde Portugal uit met 1–0 (doelpunt van Karel Poborský in de 53e minuut).

## Erelijst
| Primeira Liga                 | 8x | 1992/93, 1994/95, 1995/96, 1996/97, 1997/98, 1998/99, 2002/03 |
| Taça de Portugal              | 5x | 1993/94, 1997/98, 1999/00, 2000/01, 2002/03                   |
| Supertaça Cândido de Oliveira | 6x | 1993, 1994, 1996, 1998, 1999, 2001                            |
| UEFA Cup                      | 1x | 2002/03                                                       |

1 Baía  ·
2 Secretário ·
3 Paulinho Santos ·
4 Oceano ·
5 Couto ·
6 Tavares ·
7 Paneira ·
8 Pinto ·
9 Sá Pinto ·
10 Costa ·
11 Cadete ·
12 Alfredo ·
13 Dimas ·
14 Barbosa ·
15 Domingos Paciência ·
16 Hélder ·
17 Porfírio ·
18 Folha ·
19 Sousa ·
20 Figo ·
21 Madeira ·
22 Rui Correia ·
Coach: Oliveira